# سلجوقلي
سلجوقلي (بالتركية: Selçuklu)‏ هي بلدة ومُديريَّة تقع في ولاية قونية بتركيا. تصل مساحتها إلى 1836.3 كم²، وترتفع عن سطح البحر حوالي 1016 م.